# ビデオカセッティ・ロック
ビデオカセッティ・ロックは、タカトクトイス（当時の社名はタカトク）が1977年10月に販売した家庭用ゲーム機。本体価格9,800円。型番は「TG-95-01」。
日本初のカセット交換式ゲーム機である。キャッチコピーは「TVゲームはカセット時代」。
本項目では、同じく諸外国において「GIMINI 8600」を採用した同様のゲーム機の総称「PC-50Xシリーズ」と、「GIMINIシステム」についても解説する。日本で同じく「GIMINI 8600」システムを採用したバンダイのゲーム機「TV JACK アドオン5000」に関しては「TV JACK」の項目を参照。CPU、RAM、音源（PSG）などを搭載したGIMINIシステムの上位版「GIMINI 8900」を採用したシステムについては「インテレビジョン」を参照。

## 概要
1977年にパドル式コントローラーを搭載した本体に『ボール6ゲーム』のカセットと光線銃が付属した「サービスセット」が13800円で試験販売され、1978年にはジョイスティック式コントローラーを搭載した本体に『ボール8ゲーム』のカセットが付属した「基本セット」が17,600円で発売された。なお「サービスセット」に付属していた光線銃は、タカトクが1977年（ビデオカセッティ・ロックより以前）に発売したソフト内蔵式ゲーム機である「T.U.G」のものを流用している（GI社の「GI AY-3-8607」を採用した、GIが外販していたシステムなので、流用が効く）。光線銃を別売で購入した場合は3,000円。AC電源が付属しているが、単2電池6本でも稼働できる。
タカトクはファブレスメーカーであったため、実際の製造は他社が行った。「サービスセット」の外箱には「発売元タカトク」とだけ記載されているが、「基本セット」には「発売元タカトク 販売元ジーエル 製造元ティルド」と記載されており、ジーエルはタカトクとティルドの合弁会社であった模様。
当時の日本の家庭用ゲーム機メーカーは自らコンピューターゲームのハードやソフトなどを設計する技術力を持たず、アタリ社の『ポン』や『ブレイクアウト』といった当時の人気ビデオゲームのコピーゲーム（「ポンクローン」や「ブレイクアウトクローン」などと呼ばれる）を製造するメーカーのためにアメリカのゼネラル・インスツルメント社（GI社）が供給していたチップ（AY-3-8XXXシリーズ）を購入してそのまま筐体に納め、テレビへの入出力回路や電源のみ自社で設計して販売する程度の技術力しか持っていなかった。GI社がチップと同時に顧客に供給していたカタログには、GI社のチップを用いたゲーム機の回路図の設計例が、各国ごとのチャンネルの設定も含めてまるごと載っており、そのリファレンス通りに設計すれば、どんな国のどんなメーカーでもテレビゲーム機を製造できるという寸法である。当時はゲームの著作権保護法が各国でまだ成立していなかったため、コピーゲームが作り放題で、それらのメーカーのためのチップをアメリカのゼネラル・インスツルメント社が供給して、ライバルメーカーであるアタリの市場を食い荒らしていた。1976年には事実上アメリカのゲーム機市場の9割を握っていたとされる。しかし1977年には本体にCPUを搭載・カートリッジにROMを採用したカセット交換式ゲーム機のAtari VCSがアメリカで登場して、アメリカ本国ではこのような時代は終わりを告げる。
一方CPU式のゲーム機は製造に要求される技術力やコストが高く、技術のあるアメリカ製品の輸入となるとさらに値段が高くなったこともあり、日本やヨーロッパでは1980年ごろまではまだGI社のチップを使ったハード・ソフト一体型のゲーム機の勢いがあった。さらには1977年にはGI社自身もカートリッジ交換型のゲーム機のシステム「GIMINIシステム」の開発に成功。そのうちの下位版「GIMINI 8600」に関してはCPUを使わないLSI式のゲーム機で、安価でしかもそれまで製造したチップや顧客に外販したチップを流用できるため、それまでGI社の顧客であった世界の多くのメーカーがこれを採用した。ビデオカセッティ・ロック基本セットの発売翌年の1978年には、タカトクのライバルであった玩具メーカーのバンダイも、同社が展開していたゲーム内蔵式テレビゲームTV JACKシリーズで初のカセット交換式を採用したLSI式のゲーム機「TV JACK アドオン5000」を発売している。日本市場には、ゼネラル・インスツルメントインターナショナル・コーポレーション社（本社は虎ノ門の葺手ビル。ビルは2016年現在も現存する）からAY-3-8XXXシリーズのNTSCバージョン（AY-3-8XXX-1）が供給された。
「タカトク ビデオカセッティ・ロック」や「バンダイ TV JACK アドオン5000」などのゲーム機は、ゼネラル・インスツルメント社から供給されたチップ「AY-3-8XXX」シリーズを周辺回路とともにそのままカートリッジ部分に収納し、本体には電源やテレビへの入出力機能のみ持たせたものに過ぎなかった。「AY-3-8XXX」シリーズは、ソフトウェアとハードウェアが一体化しており、回路は全てLSIで構成されていた。よってそれらをカートリッジに納めただけのビデオカセッティ・ロックは、日本初の「カセット交換式ゲーム機」とは言っても、同時期のアメリカのゲーム機であるフェアチャイルド・チャンネルFやAtari VCSなどと比較すると、非常に原始的なシステムであった。同時期のこれらのアメリカ製ゲーム機は、既にソフトウェアとハードウェアを分離しており、本体にはCPUおよびメインRAMを搭載し、カートリッジにはソフトウェアを搭載したROMのみを収納する形式だった。
また、当時はバンダイやエポック社を筆頭とする日本の多くの玩具会社が、「AY-3-8XXX」シリーズを使ったハード・ソフト一体型のゲーム機を製造・販売していたため、ビデオカセッティ・ロックは日本初の「カセット交換式ゲーム機」とは言っても、ハードウェア構成自体は他社のハード・ソフト一体型のゲーム機とほぼ同じで、価格や技術的にそれほど明確な利点は無かった。
ビデオカセッティ・ロックの本体は入出力機能しか持たなかったため、本体の価格のみを考えると、本体にCPUを採用した同時期の海外製ゲーム機よりも安価に製造できた。また、本体が海外からの輸入品でなく日本製であったのも、安価に製造できた一因であった（参考までに、Atari VCSは日本ではエポック社から1979年に「カセットTVゲーム」の名称で輸入販売されているが、当時の販売価格は本体だけで57,300円だった）。ゲーム機本体に搭載されたチップはRFモジュレータ、カラー用LSI、サウンド用アンプの3つのみで、すべて当時広く使われた「枯れた」チップである。ただし、ビデオカセッティ・ロックはカートリッジに収納されたチップがアメリカからの輸入品で、最新の製品はそれなりに高価であった。「ビデオカセッティ・ロック 基本セット」にバンドルされていたソフト『ボール8ゲーム』に内蔵されていた、非常に安価で供給されたことから各クローン機メーカーが飛びついたことで知られる『ポンテニス』用LSI（AY-3-8600-1）はともかく、『カーレース』に内蔵されていたレーシングゲーム用LSI（AY-3-8603）は1978年に発売されたばかりでまだ価格が高かったため、『カーレース』のカートリッジは「ビデオカセッティ・ロック 基本セット」（ビデオカセッティ・ロック本体＋『ボール8ゲーム』）よりも高い23,000円もした。
ビデオカセッティ・ロックの対応ソフトウェアはわずかに5本（カタログに記されたローンチタイトル6本のうち4本の実在が確認されており、それとは別に1本の対応ソフトの実在が確認されている）。形式的にはライバル機となるTV JACK アドオン5000も実情はビデオカセッティ・ロックとほぼ同じであり、価格や性能の面もあって共にゲーム機としてはそれほど成功していない。1978年に発売された日本初のCPUを採用したゲーム機である東芝・ビジコン（実際はRCA Studio IIのOEM）も価格や性能や販路の問題があって成功しておらず、日本におけるカセット交換式ゲーム機の本格的な普及は1981年発売のエポック社・カセットビジョンの登場を待たねばならない。
かつてはバンダイやエポック社と並ぶ大手玩具メーカーとして日本のテレビゲーム黎明期に多くの製品を出したタカトクは1984年に倒産しており、またアタリのクローンゲーム用チップの供給元としてAtari VCS登場前のアメリカのゲーム機市場を事実上牛耳ったゼネラル・インスツルメント社も1997年に消滅しており、本製品の詳細は不明であるが、GI社がタカトクなどの顧客に提供していた1978年のカタログに「GIMINIシステム」の詳細が載っているため、それを参照することで実態が把握できる。1978年の時点で、ROMカートリッジ式のカセット交換式ゲーム機を自力で作って販売するレベルの技術力を持ったアメリカ国外のメーカーはSignetics社を傘下に抱えるオランダのフィリップスグループくらいしかないため（フィリップス社とSignetics社はゲーム機としてのシステム一式を他メーカーに外販すらしており、当時VC 4000の互換機がヨーロッパに多数存在し、後のアルカディア互換機にはバンダイも参加した）、GI社から供給されていたチップの在庫があり、なおかつフィリップス陣営に付いてVC 4000互換機を作らなかった日本やヨーロッパのメーカーにおいては、GI社から供給されていたチップをそのまま外部カートリッジに納めてLSI式のカセット交換式ゲーム機を作る、と言う発想が普通に行われていた。代表的な例が「PC-50X」シリーズである。ヨーロッパで全く別々のメーカーから発売されたゲーム機（仮に「PC-50Xシリーズ」と呼ばれる）は、別々のメーカーから発売されたにもかかわらずなぜかカートリッジの互換性がある（そのすべてのメーカーが「GIMINIシステム」のリファレンス通りに製造した可能性を示唆する）が、日本ではビデオカセッティ・ロックがあまり売れておらず、現存数も不明なため、ビデオカセッティ・ロックとの関連性は不明である（同じチップを使っているため同じゲームなのは明らかだが、システム自体の互換性はない可能性もある）。
なお、タカトクやバンダイなどゼネラル・インスツルメント社からチップの供給を受けていた各社の思惑をよそに、実際に1977年の日本のゲーム機市場を握ったのは、15,000円で15種類のゲームが遊べる任天堂・カラーテレビゲーム15で、100万台を売り上げ、一時は日本のゲーム機市場の9割を握った。ゼネラル・インスツルメント社からチップの供給を受けていた各社は、AY-3-8XXXの在庫が積み上がり、1978年に発売された「バンダイ TV JACK アドオン5000」（カセットを2本バンドルして19,800円）はその在庫処分の意味合いもあった。任天堂のゲーム機のLSI（M58816P、『ボールゲーム6』などで採用されたGI AY-3-8500-1相当品）は三菱から供給を受けていたが、やはりAtariのクローンゲームに過ぎなかった。
ゼネラル・インスツルメント社（GI）の開発した「GIMINIシステム」の一つで、CPUやROMを使わずに従来のハード・ソフト一体型ゲーム機向けのLSIを流用してカセット交換式のゲーム機を制作できる、GIMINIシステムの廉価版「GIMINI 8600」を採用している。

### 「カセット」の由来

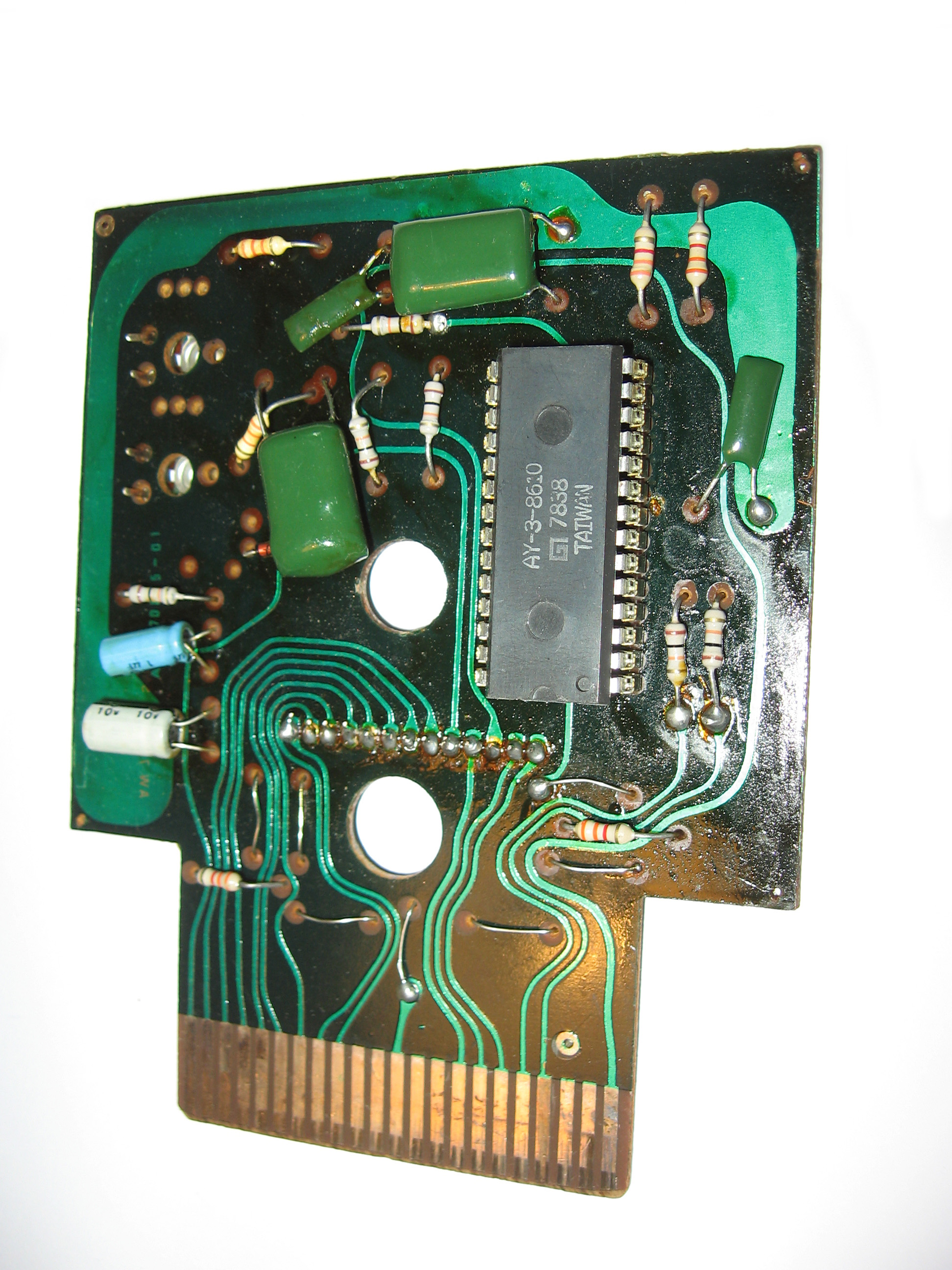
GIMINIシステムの「カセット」の実装例。ROMではなくLSI（AY-3-8610）が搭載されている。

「ゲームのROMを格納した装置」のことを、英語では「カートリッジ」と呼ぶが、日本では「カセット」と呼ぶ。ゲーム用カートリッジを指す「カセット」の語は、日本初のカセット交換式ゲーム機であるビデオカセッティ・ロックの広告「TVゲームはカセット時代」が初出である。
GIMINIシステムはGIの1977年度版のカタログで、「CASSETTE PROGRAMMABLE TV GAMES」として記載されている。文字通り、主にカセットテープでのソフトウェア供給が想定されていたらしい。しかし1978年度版のGIMINIシステムではカートリッジベースの「PROGRAMMABLE TV GAMES」へと改められており、カセットテープインターフェイスはGIMINIシステムの最上位版「GIMINI 8900」でのオプション扱いとなった。「GIMINI 8900」システムを採用したインテレビジョンには、実際にカセットテープメディアに対応した拡張ハードウェア「Entertainment Computer System」が存在する。
一方、「CASSETTE」どころか「PROGRAMMABLE」ですらないLSI式の「GIMINI 8600」システムを日本で最初に採用したタカトクは、1977年度版GIMINIシステムの「カセット」と1978年度版GIMINIシステムの「カートリッジ」を混同したようで、1978年度版GIMINIシステムのカートリッジベースのゲーム機に「ビデオカセッティ」と命名して「TVゲームはカセット時代」などと大きく宣伝してしまった。さらに他社のハードも、同じくGIのGIMINI 8600システムを採用した「カセット方式でゲームとりかえ自由」がキャッチコピーのバンダイ・TV JACK アドオン5000（1978年）、LSIカートリッジ式のゲーム機を自力で開発した「カセット時代のテレビゲーム」がキャッチコピーのエポック社・カセットビジョン(1981年)、ROMカートリッジ方式を採用した「ジャンケンポン、カセットポン」がキャッチコピーのNEC PC-6001(1981年)などと、そのまま追随した。
これらの機種はせいぜい数十万台しか売れなかったが、広告や雑誌の特集などを通じて「カセット」の語は広まっていた。その後、「カセットを挿入すると、カラー52色のあざやかな画像」がキャッチコピーの任天堂・ファミリーコンピュータ（1983年）が2000万台売れ、そのまま「カセット」の語が定着した。これが「ゲーム用カートリッジ」を日本語で「カセット」と呼ぶ由来である。

## ハードウェア

### GIMINIシステム

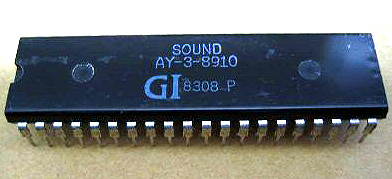
「GIMINIシステム」用の音源として開発された、GI AY-3-8910 PROGRAMMABLE TV GAMES SOUND GENERATOR。後世に言うPSG音源

CPUを採用したカセット交換式のゲーム機が市場に登場しつつあった1977年から1978年にかけての当時、GI社はハード・ソフト一体型のゲーム機用のLSIのラインナップとは別に、カセット交換型のゲーム機向けのシステム「GIMINIシステム」を開発し、それを各メーカーに外販していた。例として、1978年1月に刊行されたGI社の販促用のカタログ「GIMINI TV GAME CIRCUITS」では、回路図全体を含めたハード・ソフト一体型ゲーム機用システムの詳細、カートリッジ式ゲーム機の「GIMINIシステム」の詳細の他、これらのLSIを使ってゲーム機を製造する際の、開発者自身による細かい注意点までも親切に記されており、これを参照することで、技術の乏しいメーカーどころか、秋葉原などで売られていたLSIを使って素人がゲーム機を自作することすら可能だった（1978年当時、秋葉原ではAY-3-8xxxを使ったゲーム機の自作キットが販売されていた。そのような自作ブームの火付け役として知られる若松通商では、2016年時点でもAY-3-8xxxが入手可能）。
GIMINIシステムの初出はGIの1977年度のカタログで、「CASSETTE PROGRAMMABLE TV GAMES」として記載されている。だが、当時の時点では「GIMINI Chip」とされるCPUの「CP1610」をメインチップとして採用したシステム1機種のみで、音源チップ（後世に「PSG音源」と呼ばれる「AY-3-8910」）すら搭載されていなかった。採用ゲーム機も確認されていない。
1978年度のゼネラル・インスツルメント社のカタログでは、「PROGRAMMABLE TV GAMES」として3種類のGIMINIシステムが載っており、この時点までにはGEMINIシステムは完成を見ていたようだ。その一つが、従来のハード・ソフト一体型のゲーム機向けのLSIを転用してカセット交換式のゲーム機を制作できる、GIMINIシステムの下位版の「GIMINI 8600」で、 LSI式なのでもはや「PROGRAMMABLE」ではないが、一応「PROGRAMMABLE TV GAMES」として記載されている。安価であることからカタログでは「エコノミック」を標榜していた。GIMINI 8600のリファレンスによると、本体に搭載されたチップは、RFモジュレータの「astec um1082」、カラー情報生成用チップの「AY-3-8615」、サウンド用ステレオアンプの「LM386」の3つのみで、かなり単純な回路であり、カラー機能やサウンド機能が不要な場合はさらに省いて安くできる。「タカトク ビデオカセッティ・ロック」、「バンダイTV Jack アドオン5000」、および諸外国で発売された「PC-50Xシリーズ（仮称）」は、このGIMINI 8600システムを採用している。
「GIMINI 8600」以外は、CPUの「CP1610」および音源の「AY-3-8910」などを採用した上位版（カタログでは「デラックス」版と呼称）の「GIMINI 8900」、上位版からスプライト機能など若干機能が省かれた（カタログでは「チャレンジャー」版と呼称）「GIMINI 8950」が存在した。「GIMINI 8600」を採用したメーカーは世界中に非常に多かったが、本体にLSIを3つしか搭載しない「GIMINI 8600」に対して、「GIMINI 8900」はCPUや音源だけでなくROMやRAMを複数搭載するなどかなり技術的に高度かつ高価になるため、これを採用したゲーム機は、マテル社のインテレビジョン(1979年)のみだった。「GIMINI 8950」を採用したゲーム機は確認されていない。
そもそもLSI式のゲーム機は1978年の時点でも、CPU式のゲーム機に対して「安価であること」のみが売りだったが、アメリカでは1980年にはAtari VCSが大ブームとなり、もはやいくら価格が安くてもLSIなどと言う時代ではなくなった。GIMINIシステム自体の展開は1970年代で終了し、インテレビジョンの販売も芳しくなかったが、このうち音源の「AY-3-8910」に関しては「PROGRAMMABLE TV GAMES」の「SOUND GENERATOR」、すなわちPSG音源として、このチップそのもの・あるいは互換チップのYAMAHA YM2149などが、1980年代から1990年代に至るまで様々なゲーム機・パソコン・楽器で広く使われた。2010年代に至ってもチップチューンやレトロゲーム配信サービス、レトロ風の新作ゲームなどを介して根強い人気を持っており、ある意味でGIMINIシステムの命脈は今でも生きている。

## ソフトウェア

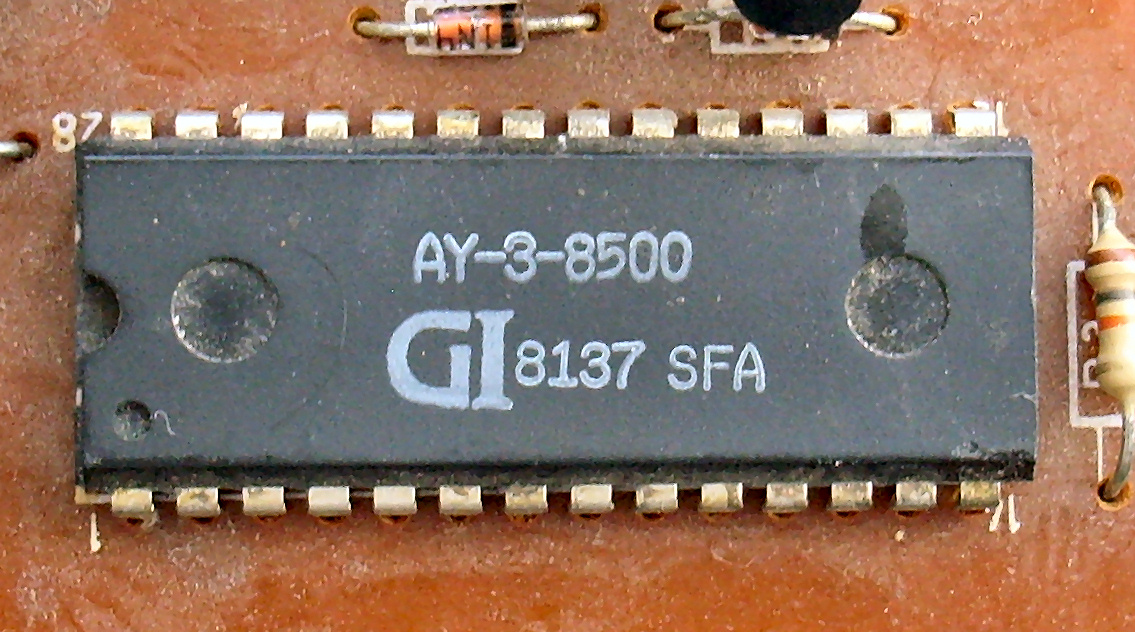
テニス（『ポン』）、ホッケー、スカッシュにライフルゲームなど、6つのゲームを1チップで実現するゼネラル・インスツルメント社（GI） AY-3-8500チップ。日本市場には、これのNTSCバージョン（AY-3-8500-1）が供給された

本製品発売時の広告には全6本のタイトルが記載されている（ローンチタイトル）。「エフェクター」「リズムボックス」と言う、ステレオアンプに対応して音楽を奏でる当時としても珍しいソフトもカタログ上では存在しているが、実際に発売されたかどうかは不明である（実在が確認されていない。相当するGIのチップも不明。GIMINIシステム用の音源としてPSG音源AY-3-8910が開発される1977年以前に、以前よりあったGIの音楽用チップRhythm Generator AY-5-1315などをGIMINIシステムに組み込む計画があったか？）。また、製品発売時の広告で紹介されたソフト以外に『スタントライダー』（Atariの『スタントサイクル』のクローンゲーム。型番は不明。AY-3-8760を搭載）のソフトの実在が確認されている。
なお、カセットは一度挿すと、なかなか抜けない。また、基盤が逆にはめ込まれたバグカセットが存在するなど、アメリカのメーカーから供給されたチップをリファレンス通りに満足に製品化することすら難しい1977年当時の日本の技術力を物語る。任天堂・NESがアメリカに進出（1985年）して大ブームを起こす8年前の話である。約1年後に発売されたバンダイの「TV JACK アドオン5000」はもう少しハードのクオリティが高い。4年後に発売されたエポック社・カセットビジョンは同じLSI式でもソフトのクオリティも高いなど、ここから徐々に技術が向上していく。
- 95-6:ボール6ゲーム[1] : AY-3-8500を搭載。「サービスセット」にバンドルされたバージョンのみで、市販されたバージョンは確認されていない。ポンのアレンジゲームに光線銃対応の射撃ゲームも搭載。
- 95-7:ボール8ゲーム : AY-3-8610を搭載。「基本セット」にバンドルされたバージョンと、市販されたバージョンがある。
- 95-5:カーレース[1] : AY-3-8603を搭載。
- 95-3:タンクゲーム : AY-3-8700を搭載。キーゲームズの『Tank』のクローンゲーム。
- 95-2:エフェクター : 詳細不明。
- 95-1:リズムボックス : 詳細不明。
- 型番不明:スタントライダー : AY-3-8760を搭載。Atariの『スタントサイクル』のクローンゲーム。

## PC-50Xシリーズ

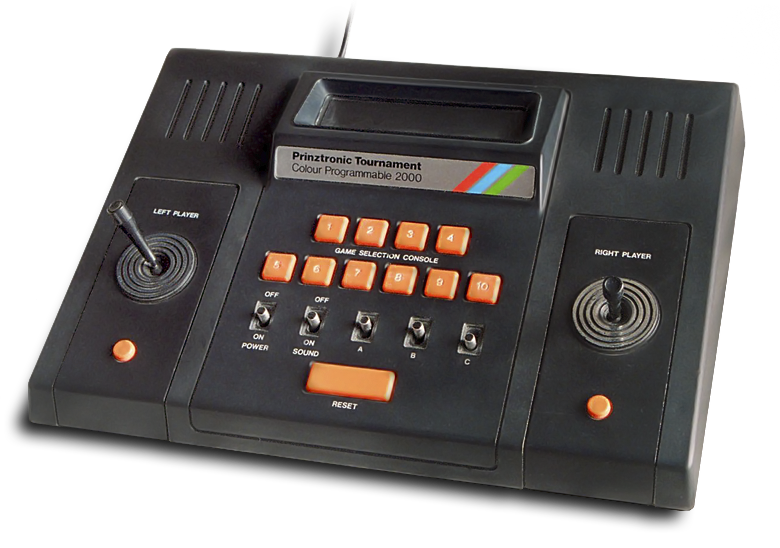
Prinztronic Tournament 2000

カートリッジにゼネラル・インスツルメント社の「AY-3-8XXX」シリーズを採用したLSI式のカセット交換式ゲーム機が、ヨーロッパ各国のメーカーから大量に発売されている。アメリカでは1977年の時点で既にCPUを本体に搭載・ROMカートリッジ式のカセット交換式ゲーム機が登場しており、ゼネラル・インスツルメント社自身もGIMINIシステムの上位版としてCPUの「CP1600」および音源チップ「AY-3-8910」を搭載したカセット交換式ゲーム機「GIMINI 8900」を開発し、自社のカタログにも載せて販促に努めているが、アメリカで1979年発売のマテル・インテレビジョンただ一社にて採用されたのみで、日本やヨーロッパではやはり技術や価格の折り合いがつかなかったのか採用例が全く無かった。その代わりに、取り扱いのノウハウ（とチップの在庫）が蓄積されたゼネラル・インスツルメント社のハード・ソフト一体型ゲーム機向けのLSIをそのまま流用できる「GIMINI 8600」システムの採用例が非常に多く、それぞれ互換性のあるLSI式カートリッジ交換式ゲーム機が大量に発売された。カラー機能（AY-3-8615）すら省いて簡易かつ安価にした、白黒のゲーム機も存在する。
| 名称                                | 製造メーカー        | 色（カラー又は白黒） | 製造年                      | 国           | 備考                                    |
| ----------------------------------- | ------------------- | -------------------- | --------------------------- | ------------ | --------------------------------------- |
| SD 050S                             | ITMC                | カラー               |                             |              |                                         |
| SD 90                               | ITMC                | カラーと白黒の両方   |                             |              |                                         |
| SD 050S                             | Soundic             | カラー               |                             | Europe       |                                         |
| Programmable system                 | Soundic             | 白黒                 |                             | Europe       |                                         |
| SD 050                              | Hanimex             | 白黒                 |                             | Europe       |                                         |
| SD 070 couleur                      | Hanimex             | カラー               |                             | Europe       |                                         |
| TVG 070C                            | Hanimex             | カラー               |                             | Europe       |                                         |
| Jeu Video SD 050S                   | Secam               | カラー               |                             | France       |                                         |
| SD-50 Program 2000                  | Creatronic          | カラー               | 1978                        | France       |                                         |
| Programmable 2003                   | Elbex               | カラー               | 1977                        | Europa       | 中国で製造                              |
| 4/303 'Video Secam System'          | Rollet              | カラー               | 1983?                       | France       | またの名を'Secam Video Systeme' SD-050S |
| Programmable TV-Game                |                     | カラー               |                             |              |                                         |
| SD-050                              | Grandstand          | カラー               |                             | イギリス     |                                         |
| Programmable game                   | Grandstand          | カラー               |                             | イギリス     |                                         |
| Colour Programmable SD-070          | Grandstand          | カラー               |                             | イギリス     |                                         |
| Tournament-colour-programmable-2000 | Prinztronic         | カラー               |                             |              | （写真あり）                            |
| Programmable TV Game SD-050C        | Tempest             |                      | 1977                        | オーストリア |                                         |
| Superstar 01-4354 Programmable      | Binatone            | カラー               | 1978                        | イギリス     | （写真あり）                            |
| Cablestar 01-4354                   | Binatone            | 白黒                 | 1978                        | イギリス     |                                         |
| tele-sports III                     | Radofin             | カラー               | 1978                        | Europe       |                                         |
| tele-sports IV                      | Radofin e Acetronic | カラー               | 1978                        | Europe       |                                         |
| tele-sports programmable            | Radofin             | カラー               | 1978                        | Europe       |                                         |
| Colour TV Game                      | Acetronic           | カラー               | 1978                        | イギリス     |                                         |
| Video SD-050                        | Akur                | カラー               | 1978                        | ドイツ       |                                         |
| Color TVG-872                       | Cam e Clipper       | カラー               | 1978（Cam） 1977（clipper） | Italia       |                                         |
| TVG-888                             | Irradio             | カラー               |                             | Italia       |                                         |
| PG-7 programmable                   | Polycon             | カラー               |                             | イギリス     |                                         |